# Neophisis curvicaudata
Neophisis curvicaudata är en insektsart som beskrevs av Jin, Xingbao 1992. Neophisis curvicaudata ingår i släktet Neophisis och familjen vårtbitare. Inga underarter finns listade i Catalogue of Life.